# Gâscă cu cioc scurt
Gâsca cu cioc scurt (Anser brachyrhynchus) este o gâscă care cuibărește în estul Groenlandei, Islanda, Svalbard și, recent, în Novaia Zemlea. Este migratoare, iernând în nord-vestul Europei, în special în Irlanda, Marea Britanie, Țările de Jos și vestul Danemarcei. Anser este cuvântul latin pentru „gâscă” iar brachyrhynchus provine din greaca veche brachus pentru „scurt” și rhunchos pentru „cioc”.

## Galerie

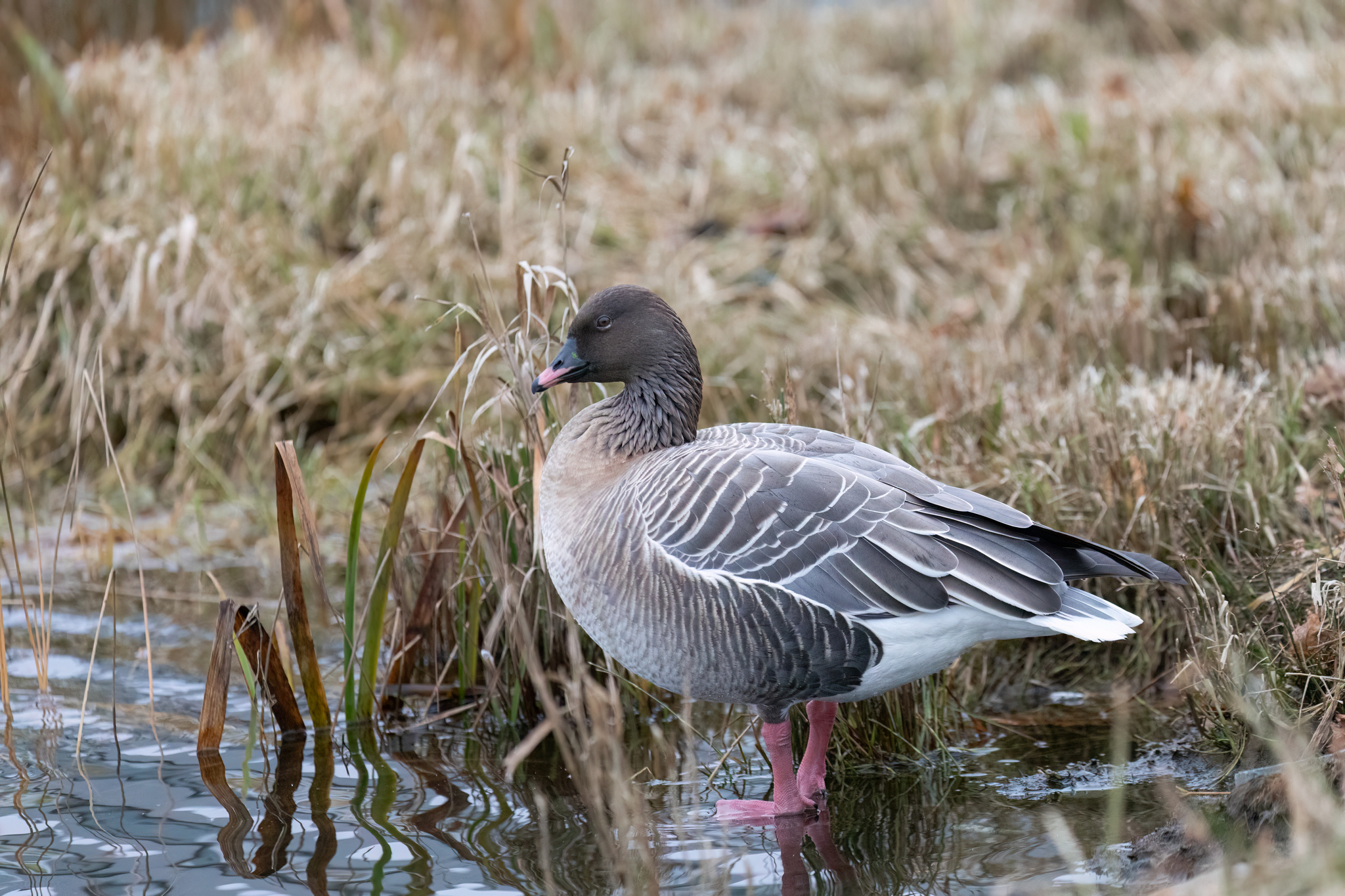
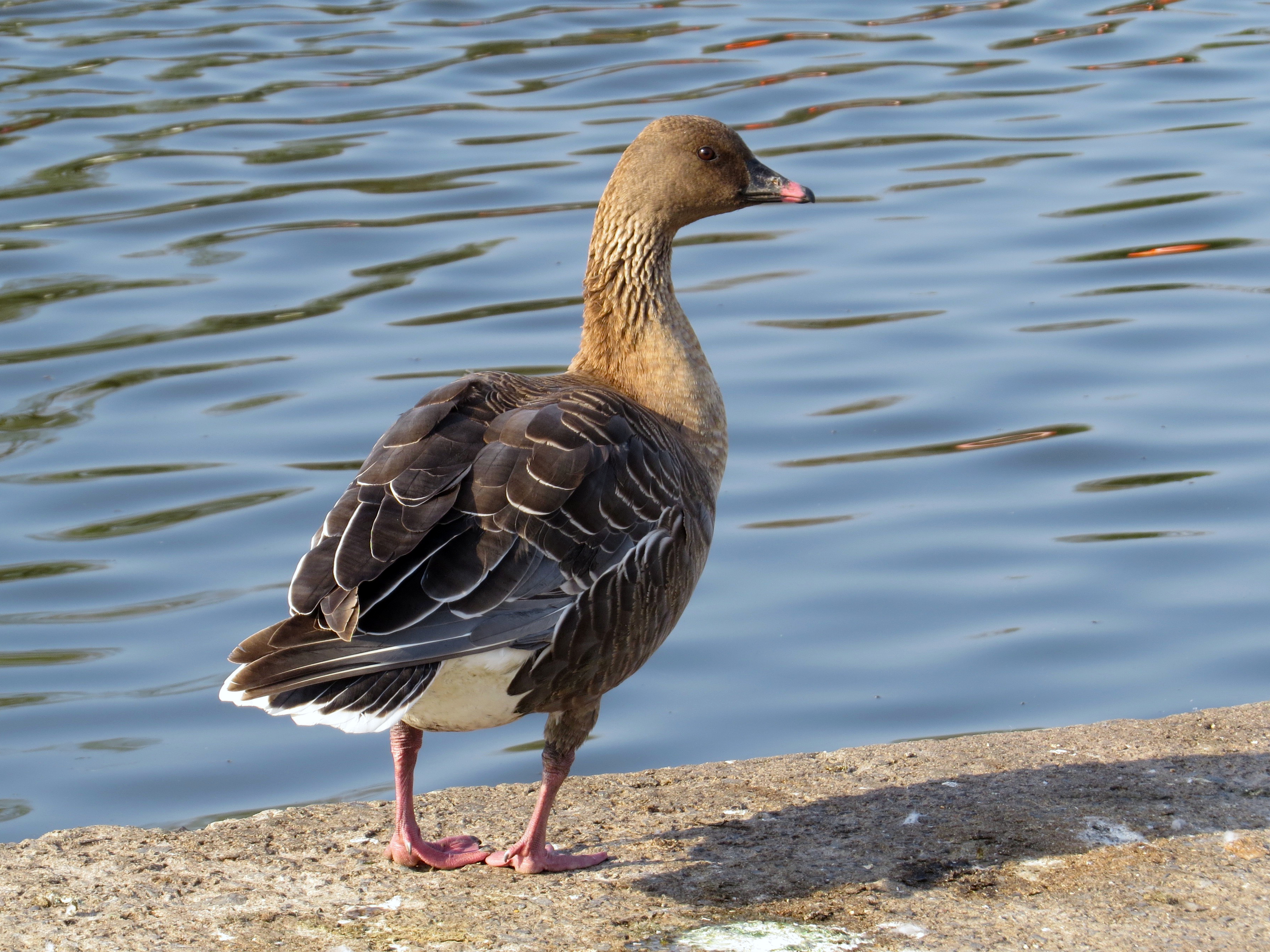
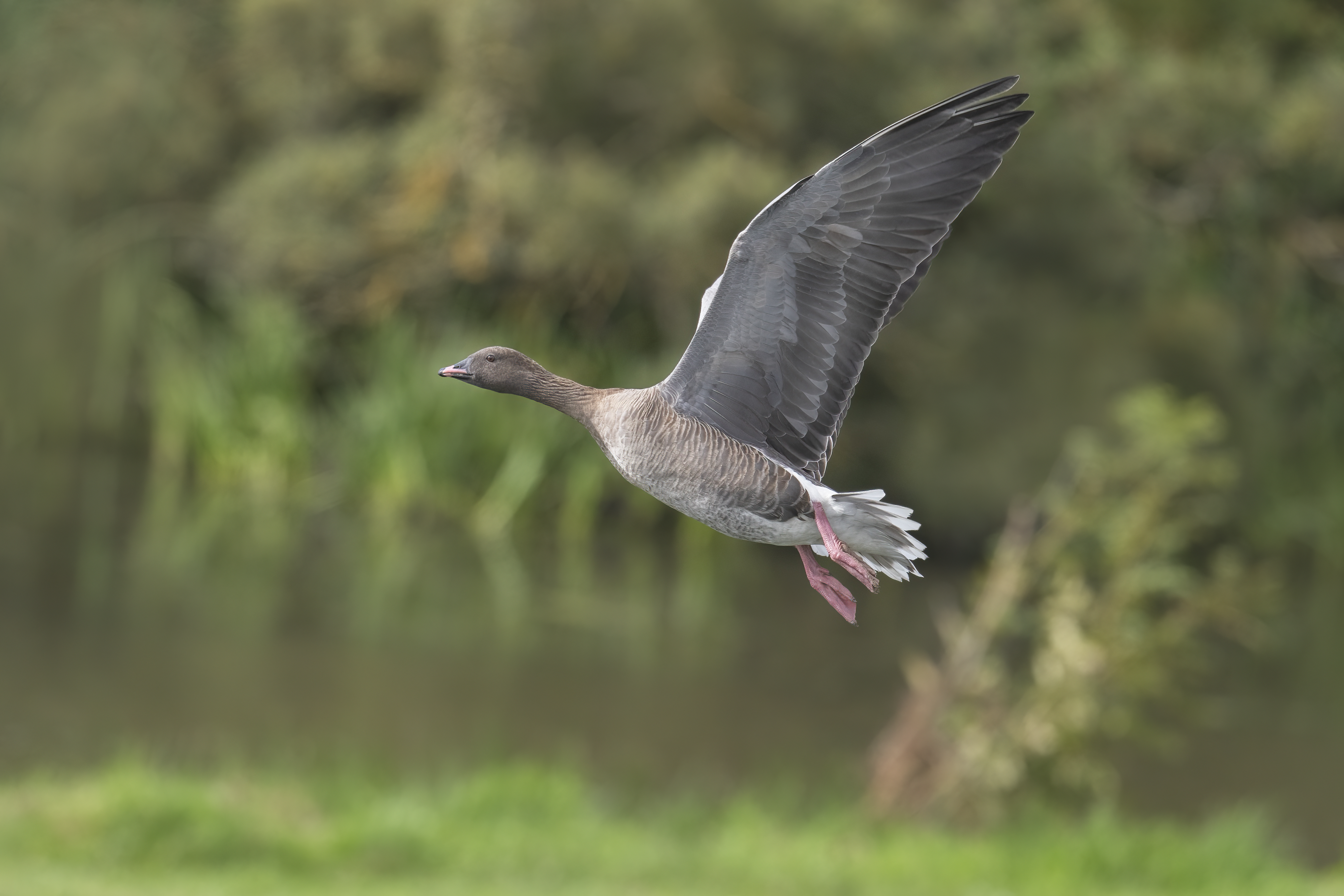
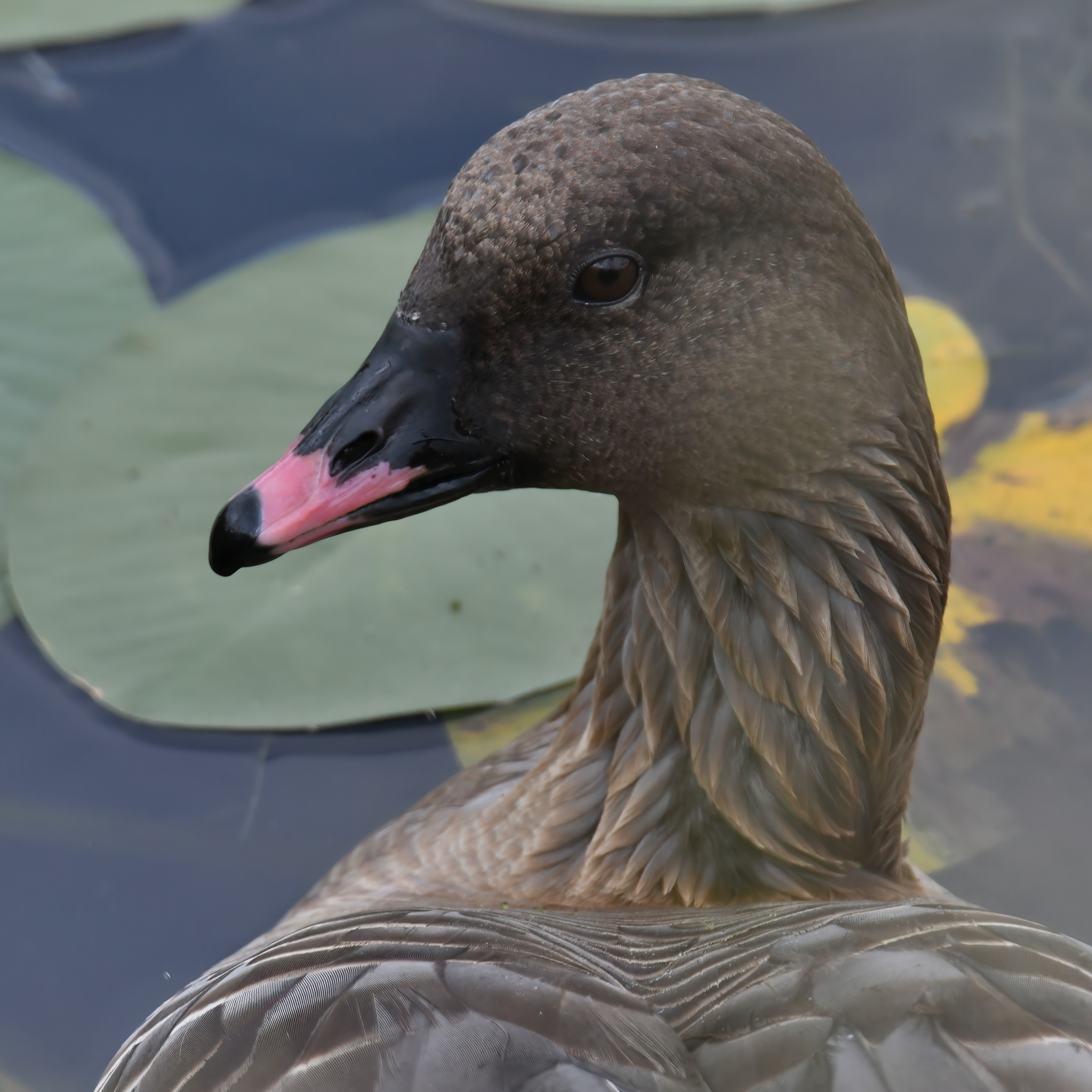